# Jaden Springer
Jaden Tyree Springer (Carolina do Norte, 25 de setembro de 2002) é um jogador norte-americano de basquete profissional americano que atualmente joga no Utah Jazz da National Basketball Association (NBA).
Ele jogou basquete universitário na Universidade do Tennessee e foi selecionado pelos 76ers como a 28º escolha geral no draft da NBA de 2021. Como reserva dos Celtics na temporada de 2023-24, Springer venceu o título da NBA.

## Início da vida e carreira no ensino médio
Enquanto estava na oitava série, Springer jogou basquete pela Lighthouse Christian School em Antioch, Tennessee e teve médias de 19 pontos e 3,5 rebotes. Em seus primeiros dois anos de colégio, ele jogou pelo Rocky River High School em Mint Hill, Carolina do Norte.
Em sua temporada de calouro, Springer teve médias de 21,8 pontos, 9,4 rebotes e cinco assistências e levou seu time à sua primeira aparição em um torneio estadual. Em seu segundo ano, ele teve médias de 24,7 pontos, 10,2 rebotes, 2,4 roubos de bola e 2,4 bloqueios, ajudando Rocky River a alcançar as semifinais estaduais da Classe 4A. Ele foi nomeado Jogador do Ano da Southwestern 4A.
Em suas últimas temporadas, Springer foi transferido para a IMG Academy em Bradenton, Flórida. Ele se juntou a uma das melhores equipes do país e tornou-se companheiro de equipe de Armando Bacot, Josh Green e Jeremiah Robinson-Earl. Em seu terceiro ano, Springer teve médias de 15,6 pontos, quatro rebotes e quatro assistências e ajudou a sua equipe a vencer o GEICO High School Nationals. Ele marcou 26 pontos na vitória na semifinal sobre Montverde Academy. Em sua última temporada, Springer teve médias de 17,4 pontos, 5,5 rebotes e 5,1 assistências. Ele jogou com uma lesão no tornozelo ao longo da temporada e foi afastado da quadra em alguns jogos.

### Recrutamento
Springer começou a receber ofertas de bolsas de estudos dos programas de basquete da Divisão I da NCAA durante sua temporada de calouro no ensino médio. Em seu segundo ano, ele emergiu como um dos melhores jogadores da classe de 2020. Em 23 de outubro de 2019, ele se comprometeu a jogar basquete universitário na Universidade do Tennessee.
| Nome | Cidade natal                           | Escola           | Altura             | Peso           | Data                  |
| --- | -------------------------------------- | ---------------- | ------------------ | -------------- | --------------------- |
| Jaden Springer SG | Charlotte, NC                          | IMG Academy (FL) | 6 ft 5 in (1.96 m) | 190 lb (86 kg) | 23 de Outubro de 2019 |
| Jaden Springer SG | Recrutamento: Rivals: 247Sports: ESPN: |                  |                    |                |                       |
| Rankings: Rivals: 16º \| 247Sports: 16º \| ESPN: 17 |                                        |                  |                    |                |                       |
| - Nota: Em muitos casos, Scout, Rivals, 247Sports e ESPN podem entrar em conflito em suas listas de altura e peso, nestes casos, a média foi obtida. - Fonte: |                                        |                  |                    |                |                       |

## Carreira universitária
Em 18 de dezembro de 2020, Springer registrou 21 pontos, seis rebotes e seis assistências na vitória por 103–49 contra Tennessee Tech. Em 10 de fevereiro de 2021, ele marcou 30 pontos, o recorde de sua carreira, na vitória por 89-81 sobre Georgia.
Como calouro, Springer teve médias de 12,5 pontos, 3,5 rebotes e 2,9 assistências e foi selecionado para a Equipe de Calouros da SEC. Após a temporada, ele se declarou para o draft da NBA de 2021 e assinou com um agente.

## Carreira profissional

### Philadelphia 76ers (2021–2024)
Springer foi selecionado pelo Philadelphia 76ers como a 28º escolha geral no draft de 2021. Em 4 de agosto de 2021, Springer assinou um contrato de 4 anos e US$10 milhões com os Sixers.
Em 24 de outubro de 2021, Springer foi designado para o afiliado dos Sixers na G-League, o Delaware Blue Coats. Ele passaria a maior parte de seu ano de estreia no Blue Coats, jogando apenas 2 jogos da temporada regular pelo 76ers.
Em sua segunda temporada, Springer conquistou o título da G-League com os Blue Coats e foi eleito o MVP do campeonato.

### Boston Celtics (2024–Presente)
Em 8 de fevereiro de 2024, Springer foi negociado com o Boston Celtics em troca de uma escolha de segunda rodada. Springer se tornou campeão da NBA quando os Celtics derrotaram o Dallas Mavericks em 5 jogos nas Finais da NBA.
Springer teve uma performance impressionante na Summer League de 2024, demonstrando suas habilidades e potencial para garantir um papel mais significativo com os Celtics. No primeiro jogo da equipe contra o Miami Heat, Springer liderou o time com 23 pontos, mostrando sua capacidade de pontuar e o potencial para jogar uma defesa implacável. No entanto, Springer jogou apenas uma partida antes dos Celtics decidirem interromper sua participação na Summer League.

## Estatísticas da carreira

### NBA

#### Temporada regular
| Ano      | Equipe       | PJ | PT | MPJ  | AP    | 3P   | LL   | RT  | AS  | BR | TO  | PPJ |
| -------- | ------------ | -- | -- | ---- | ----- | ---- | ---- | --- | --- | -- | --- | --- |
| 2021–22  | Philadelphia | 2  | 0  | 3.0  | 1.000 | –    | –    | 1.0 | .0  | .0 | 1.0 | 1.0 |
| 2022–23  | Philadelphia | 16 | 2  | 5.6  | .486  | .400 | .750 | .9  | .5  | .4 | .2  | 2.6 |
| 2023–24  | Philadelphia | 32 | 1  | 11.8 | .390  | .216 | .824 | 1.8 | 1.1 | .8 | .3  | 4.0 |
| 2023–24  | Boston       | 17 | 1  | 7.6  | .433  | .182 | .875 | 1.2 | .5  | .6 | .2  | 2.1 |
| Carreira | Carreira     | 67 | 4  | 7.0  | .577  | .266 | .816 | 1.2 | .5  | .4 | .4  | 2.4 |

#### Playoffs
| Ano      | Equipe       | PJ | PT | MPJ | AP    | 3P   | LL   | RT | AS | BR | TO | PPJ |
| -------- | ------------ | -- | -- | --- | ----- | ---- | ---- | -- | -- | -- | -- | --- |
| 2022     | Philadelphia | 5  | 0  | 2.6 | .500  | .000 | –    | .8 | .4 | .0 | .0 | 1.2 |
| 2023     | Philadelphia | 4  | 0  | 4.2 | 1.000 | –    | .500 | .0 | .0 | .3 | .0 | 2.3 |
| 2024     | Boston       | 4  | 0  | 5.5 | .667  | —    | —    | .8 | .3 | .0 | .3 | 1.0 |
| Carreira | Carreira     | 13 | 0  | 4.1 | .722  | .000 | .500 | .5 | .2 | .0 | .0 | 1.5 |

### G-League
| Ano      | Equipe     | PJ | PT | MPJ  | AP   | 3P   | LL   | RT  | AS  | BR  | TO | PPJ  |
| -------- | ---------- | -- | -- | ---- | ---- | ---- | ---- | --- | --- | --- | -- | ---- |
| 2021-22  | Blue Coats | 20 | 18 | 25.5 | .470 | .241 | .651 | 4.4 | 2.5 | 1.7 | .7 | 14.2 |
| 2022-23  | Blue Coats | 24 | 24 | 30.2 | .493 | .319 | .775 | 5.2 | 2.8 | 2.3 | .8 | 19.0 |
| Carreira | Carreira   | 44 | 42 | 27.8 | .481 | .280 | .713 | 4.8 | 2.6 | 2.0 | .7 | 16.6 |

### Universitário
| Ano     | Equipe    | PJ | PT | MPJ  | AP   | 3P   | LL   | RT  | AS  | BR  | TO | PPJ  |
| ------- | --------- | -- | -- | ---- | ---- | ---- | ---- | --- | --- | --- | -- | ---- |
| 2020–21 | Tennessee | 25 | 15 | 25.9 | .467 | .435 | .810 | 3.5 | 2.9 | 1.2 | .4 | 12.5 |

Fonte:

## Prêmios e Homenagens
NBA
- Campeão da NBA: 2024

## Vida pessoal
O pai de Springer, Gary, jogou basquete universitário na Universidade de Iona e foi uma seleção da sexta rodada no draft da NBA de 1984, mas não jogou profissionalmente devido a uma lesão persistente no joelho.
Os dois irmãos mais velhos de Springer jogaram basquete universitário: Gary Jr. em Iona e Jordan na Academia Militar dos Estados Unidos. Seu primo, DeAndre 'Bembry, jogou profissionalmente na NBA.